# أرمي راتيا
أرمي راتيا (Armi Ratia؛ بالكيارفي، 13 يوليو 1912 - هلسنكي، 3 أكتوبر 1979) مؤسـِّسة شركة ماريمكو أوي الفنلندية لصناعة المنسوجات والملابس. إحدى أشهر سيدات الأعمال في فنلندا.